# Nomen dubium
Nomen dubium (latinsky „pochybné jméno“; mn. č. nomina dubia) v zoologické nomenklatuře znamená, že daný vědecký název nemůže být s jistotou připsán žádné taxonomické skupině, protože popis nepostačuje k identifikaci nebo protože původní exemplář již neexistuje. V Mezinárodním kódu botanické nomenklatury ani v Mezinárodním kódu pro nomenklaturu bakterií se tento výraz nevyskytuje.

## Použití
V případě, že se jedná o nomen dubium, může být nemožné určit, zda daný exemplář do skupiny patří či nikoliv. To se může stát, pokud se původní exemplář daného typu, tj. holotyp, ztratí nebo je zničen. Všechny nomenklaturní kódy v takovém případě umožňují, aby byl vybrán nový typ, neboli neotyp.
Jméno se také může stát nomen dubium, pokud je jeho holotyp fragmentární nebo postrádá vlastnosti pro jeho určení. To se stává zejména u druhů známých pouze z fosilních nálezů. Aby byla zajištěna stabilita názvů, i v tomto případě Mezinárodní pravidla zoologické nomenklatury umožňují vybrat neotyp.

## Příklady
Například krokodýlu podobný archosaurus Parasuchus hislopi pojmenovaný Richardem Lydekkerem roku 1885 byl popsán na základě části čenichu, což však nepostačovalo k odlišení rodu Parasuchus od jeho blízkých příbuzných. Jméno Parasuchus hislopi se tak stalo nomen dubium a paleontolog Sankar Chatterjee navrhl nový typ sestávající z kompletní kostry. Mezinárodní komise pro zoologickou nomenklaturu případ zvážila a roku 2003 vyjádřila souhlas s nahrazením původního typu navrženým neotypem.
Mezi populárními druhohorními dinosaury je podobných příkladů mnoho - například obří teropod druhu Epanterias amplexus představuje z hlediska systematiky nomen dubium (mohlo se ve skutečnosti jednat o obřího jedince rodu Allosaurus).